# 撃弾ハンサム
撃弾ハンサム（げきだんハンサム）は、2014年に結成された演劇ユニットおよびこのユニットがプロデュースによるエンターテイメントアクトステージ。撃弾ハンサムとは、見かけのハンサムではなく、心のハンサムを目指すことを目的としたおもしろハンサム集団になる予定である。
ユニット名の『撃弾ハンサム』は、座長の富田翔が命名。
2017年1月の公演を最後に4人での活動を休止していたが、2020年7月より『真・撃弾ハンサム』として再始動を開始、復活公演に向けての配信を定期的に行っている。

## キャスト

### 撃弾員
- ハンサム1：富田ハンサムオブハンサム：富田翔：総合演出担当
- ハンサム2：磯貝ハンサムショルダー：磯貝龍虎：ショータイム担当
- ハンサム3：高崎ハンサムみじかめ：高崎翔太：殺陣担当
- ハンサム4：寺山ハンサム箸休め（チョップスティック）：寺山武志：ダンス担当
- ハンサム0：伊藤陽佑：映像担当（よくサイトウさんと呼ばれ「伊藤だけどね!」と返すまでが様式美）

### 準撃弾員
（2015年8月16日時点）
- 井深克彦（2015年2月27日19時公演にてゲスト出演）
- 西山丈也（2015年2月28日13時公演にてゲスト出演）
- 本川翔太（2015年2月28日18時公演にてゲスト出演）
- 北代高士（2015年3月1日13時・18時公演、8月16日12時・16時公演にてゲスト出演）
- 林明寛（2014年12月28日の公演にて前説、ショータイムにちらりと出演。8月14日19時公演にてゲスト出演）
- 渋江譲二（2015年2月27日19時公演、8月14日19時公演にて朗読劇の脚本を執筆）

### その他の準撃弾員
- 観客の皆さん
- スタッフの皆さん

### 撃弾2/4
- 2019年に結成された富田翔、高崎翔太による撃弾ハンサム派生ユニット。読み方は撃弾ハンブン。

## 公演リスト
- 撃弾ハンサム始めました。〜お披露目イベント〜（2014年12月、笹塚ファクトリー）
- 撃弾ハンサム始めました。再炎（2015年1月、笹塚ファクトリー）
- 撃弾ハンサム続きました。「殺陣とスーツとドッペルゲンガー」〜これは、舞台ですか?いいえ、ハンサムです〜（2015年2月-3月、笹塚ファクトリー）
- 撃弾ハンサム「誰にも聞けないアソコのかゆみ事件簿2」〜あれ以降、すべての芝居が色あせた〜（2015年8月、六行会ホール）
- 撃弾ハンサム1周年&DVD発売記念イベント「ハンサムは突然に」〜これはハンサムですか?いいえ、ほぼトークショーです〜（2015年12月、新宿シアターモリエール）
- 撃弾ハンサム「ハンサム誕生」〜こちらハンサム学園中等部〜（2016年5月、俳優座劇場）
- 撃弾ハンサム「最初で最後の晩餐会」〜これは、舞台ですか？いいえ、あくまでハンサムです〜(2017年1月、こくみん共済coopホール／スペース・ゼロ）

### 番外：乗っ取りハンサム
- 「potluck7」（2015年3月18日19時30分〜、原宿アストロホール）
- 「散れ桜よ、刻天ノ証ニ」（2015年4月10日18時〜カーテンコール時、池袋あうるすぽっと）
- 「ラズベリーボーイ2 再演」（2015年7月20日14時〜前説・日替わりエチュード時、六本木俳優座劇場）

### 撃弾2/4イベント
- 撃弾2/4presents vol.1「企画会議」一部／二部（2019年7月、一ツ橋ホール）
- 撃弾2/4presents vol.2「ただのトークイベント」一部／二部（2019年12月、ときわホール）

## 各コーナー概要
- ハンサム楽屋（Gackya）：本番前の楽屋の様子を映像でハンサムたちと一緒に鑑賞。
- ハンサム写真館：ハンサムたちが持ち寄るそれぞれハンサムと思う写真（動画もあり）の鑑賞。
- ハンサム朗読劇：台本が後方に映し出され間違えることを許されない新感覚朗読劇。ミスした場合はほかのハンサムが口笛でフォロー。アドリブもまたハンサムに行うこと。
- ハンサムチョイス：ハンサムチョイスBOXの中から引いた紙に書いてあるテーマでネタを披露したり、半券を引いて当選者にプレゼントしたりと公演によってさまざま。
- ハンサム五十音：五十音のどの音を言われてもそれに対するハンサムな受け答えをするコーナー。
- ハンサムサプライズ：公演前に4人で撮ったチェキにサインをしてADK封筒に入れ、客席の裏に養生テープで貼り付けておく。観客が事前に確かめることは禁止。動画にて貼り付けた座席を発表。2枚〜4枚。
- ハンサムカラーボール：ハンサム1人につき50個、計200個のサイン入りカラーボールを客席に向けて投げまくるコーナー。
- シークレットハンサム：”ハンサムに秘密などない”をモットーに3分間ハンサムたちを自由に撮影することができるコーナー。公演後に「#撃弾ハンサム」のタグを付けて画像をtweetするとハンサムたちが検索し、それを見てふふってする（座長談）。
- ハンサムショータイム：ダンスであったり歌であったり一発芸やショートコントであったり各自の得意とするところを披露するコーナー。SNSでのネタばれ厳禁。
- ハンサムファッションショー：「続きました。」の昼公演でのみ披露。各々用意した服で花道より登場。
- ハンサムフライングDVD：2016年2月発売のタイ旅行記DVDのチラ見せ、ハンサムたちの生コメンタリー付き。
- ハンサムカウントダウン：一年間の公演を振り返りスタッフの独断と偏見で1～5位と273位、27300位を当時の映像とともに発表。昼夜別Ver.。
- プレゼントハンサム：開演前に記入してもらった「ハンサムたちに言わせたいセリフ」を添えて私物・手作りのサイン入り限定グッズを半券にて選ばれた参加者にプレゼント。
- ハンサムアンコール：略してハンコール。観客の熱いハンコールに対しハンサムたちが感謝の気持ちで応える。

## ハンサム朗読劇脚本執筆者
（すべて脚色：富田翔）
- 伊藤陽佑：始めました。および再炎での脚本「ハンサムトラベラー」、続きました。昼公演での脚本「映画『殺陣とスーツとドッペルゲンガー』抜粋シーン」を執筆
- 渋江譲二：続きました。2月27日19時公演の脚本「スタバ」、誰にも聞けない8月14日19時公演の脚本「全日本料理選手権大会」を執筆
- 寺山武志：続きました。2月28日18時公演の脚本「FUKUSHU」を執筆
- 高崎翔太：続きました。3月1日18時公演の脚本「主人公のラジオ」を執筆（※口伝えで富田翔が脚本を打ち込み）
- 寺山武志＆高崎翔太：誰にも聞けない8月16日12時公演の脚本「あした、晴れたらいいな。」を執筆（合作）
- 磯貝龍虎：誰にも聞けない8月16日16時公演の脚本「パパ」を執筆

### 撃弾2/4イベント ハンサム朗読劇脚本執筆者
- ウネバサミ一輝 :「探偵ウエカラ」
- 長谷川太郎:「桃太郎伝説 見聞録」
- 林明寛：「天狗のたか」
- 秋葉友佑：「温泉とかサウナとか」
- 私オム：「ちーがぁーうババアの一生」
- 磯貝龍虎：「なんでもない人生」
- 寺山武志：「コールセンター」
- 安里勇哉：「ゲーム」
- 宮下貴浩：「金のトキ　銀のトキ」
- 荒牧慶彦：「奇跡が生まれた日」

## 収録メディア
- 「potluck7 DAY1」DVD（乗っ取りハンサム収録）
- 「ラズベリーボーイ2 再演」CD（「恋はコップンカー」および撃弾ハンサムによるトーク収録）
- 「撃弾ハンサムDVD タイ旅行記」（前、後編）告知動画■https://www.youtube.com/watch?v=gzIu4l1tgvA

## その他
- 141226 Handsome OP
- 150226 Handsome OP
- 150812 Handsome OP
- 映画『殺陣とスーツとドッペルゲンガー』。タイにて撮影された、6時間45分にもおよぶ大作。脚本・演出・監督はすべて富田翔。主題歌：「恋はコップンカー」
- ゲスト出演した俳優は準撃弾員として認められ、その後正式な撃弾員となる可能性もある。
- 北代高士は2015年8月16日16時公演終演時点でほぼほぼ撃弾員となっている。
- Twitterやブログなどで「撃弾」を「劇団」のように間違えると1回につき300ソウルポイントがマイナスされる。座長の富田翔によるとマイナス1000ソウルポイントで準撃弾員に降格。
- 朗読劇「あした、晴れたらいいな。」はラズベリーボーイ2再演の打ち上げ中に思いつき、形になったもの。
- 誰にも聞けない公演にて入場時に富田翔の筆によるハンサムショータイムMenu（三公演すべて異なるもの）のコピーが配られた。
- サイン入りダンボール：物販にポスターがある公演で日に1枚、A1サイズのダンボールに全員がサインしたものを当選者にプレゼント。風除けにも雨除けにもなる。
- 再炎よりポイントカード制が導入され、5回観劇する毎に素敵なプレゼントがもらえる（ex：ハンサムたちのチェキ）有効期限は撃弾ハンサムイベントがある限り。